# 10-та моторизована дивізія (Третій Рейх)
10-та моторизована дивізія (Третій Рейх) (нім. 10. Infanterie-Division (mot) — моторизована дивізія Вермахту за часів Другої світової війни. 13 червня 1943 дивізія була переформована на 10-ту панцергренадерську дивізію.

## Історія
10-та моторизована дивізія була створена 15 листопада 1940 шляхом переформування 10-ї піхотної дивізії.

## Райони бойових дій
- Німеччина (листопад 1940 — червень 1941);
- СРСР (центральний напрямок) (червень 1941 — червень 1943).

## Командування

### Командири
- генерал-лейтенант Фрідріх-Вільгельм фон Лепер (нім. Friedrich-Wilhelm von Loeper) (15 листопада 1940 — 15 квітня 1942);
- оберст Ганс Траут (нім. Hans Traut) (15 — 25 квітня 1942, ТВО);
- генерал-лейтенант Август Шмідт (нім. August Schmidt) (25 квітня 1942 — 13 червня 1943).

## Нагороджені дивізії
Нагороджені дивізії
|  | Кавалери Золотого Німецького Хреста                                                                        | 90                                                                                        |
|  | Кавалери Срібного Німецького Хреста                                                                        | 1                                                                                         |
|  | Кавалери Лицарського хреста Залізного хреста з Дубовим листям                                              | 2 (№ 67 оберст Ганс Траут — 23.01.1942 № 371 генерал-лейтенант Август Шмідт — 23.01.1944) |
|  | Кавалери Лицарського хреста Залізного хреста                                                               | 23                                                                                        |
|  | Кавалери Почесної відзнаки Сухопутних військ «Почесна застібка на орденську стрічку для Сухопутних військ» | 10                                                                                        |

- Нагороджені Сертифікатом Пошани Головнокомандувача Сухопутних військ (3)